# Junkers J 11
Junkers J 11 – niemiecki wodnosamolot z okresu I wojny światowej.

## Historia
Junkers J 11 był przeróbką wojskowej wersji modelu J 10. Nosił oznaczenia CLS.I oraz C3MG (na użytek lotnictwa morskiego). Służył do lotów patrolowych. W stosunku do modelu J 10 wprowadzono zmiany konstrukcyjne w lotkach, chłodnicy itp. W wytwórni Junkersa do budowy pierwszego wodnosamolotu własnej konstrukcji wykorzystano właśnie model J 10, ponieważ dzięki metalowej budowie – podobnie jak inne konstrukcje Junkersa – był wytrzymały na warunki pogodowe, szczególnie deszcz i śnieg; co dla wojsk morskich miało duże znaczenie. Ponadto – w stosunku do innych niemieckich wodnosamolotów, jak Lübeck-Travemünde oraz Friedrichshafen FF.33 był dolnopłatem, łatwiejszym do naprawy i konserwacji. Jako że pierwszy lot odbył się w październiku 1918, więc z powodu rychłej klęski Niemiec zbudowano jedynie trzy egzemplarze tych maszyn.